# Nita Talbot
Nita Talbot (* 8. August 1930 in New York City) ist eine  US-amerikanische Film- und Fernsehschauspielerin.

## Leben
Talbot begann ihre Schauspielkarriere 1949 mit dem Film It’s a Great Feeling, in dem sie ein Model spielte. Zunächst stellte sie, überwiegend in Fernsehproduktionen, vor allem gewitzte und karrierebewusste Frauen dar. In späteren Rollen verkörperte sie ein breites Spektrum an Figuren; von der liebesmüden Telefonvermittlerin in A Very Special Favor (1965) bis zur ordinären Madame Esther in Buck and the Preacher (1972). In dem Film Kurven Lilly aus dem Jahr 1965, in welchem sie als „Sunny Daze“ auftrat, stand sie zusammen mit Elvis Presley vor der Kamera. Einen ihrer größten Erfolge hatte sie in der Rolle als russische Spionin Marya in der 1960er-Jahre-Fernsehserie Ein Käfig voller Helden, wofür sie 1967 und 1968 als beste Nebendarstellerin für einen Emmy Award nominiert war. Sie verkörperte außerdem 'Sheila Fine' in der Seifenoper Soap – Trautes Heim und lieh in der 1990er-Jahre-Serie Spider-Man: The Animated Series der Figur Anastasia Hardy ihre Stimme.
Talbot war von 1954 bis 1958 mit dem Schauspieler Don Gordon verheiratet. Aus einer weiteren Ehe mit dem Schauspieler Thomas A. Geas, die auch geschieden wurde, ging eine Tochter hervor.

## Filmografie (Auswahl)
- 1949: Ein tolles Gefühl (It’s a Great Feeling)
- 1949: Tritt ab, wenn sie lachen (Always Leave Them Laughing)
- 1949–1954: Man Against Crime (Fernsehserie, 9 Folgen)
- 1950: Montana
- 1950: Frauengefängnis (Caged)
- 1950: Zwischen zwei Frauen (Bright Leaf)
- 1950: Gangster ohne Gnade (This Side of The Law)
- 1951: On Dangerous Ground
- 1951–1952: Suspense (Fernsehserie, 2 Folgen)
- 1951–1957: Westinghouse Studio One (Fernsehserie, 3 Folgen)
- 1952: Goodyear Television Playhouse (Fernsehserie, 2 Folgen)
- 1952–1956: Robert Montgomery Presents (Fernsehserie, 3 Folgen)
- 1954–1955: Armstrong Circle Theatre (Fernsehserie, 3 Folgen)
- 1956: Joe & Mabel (Fernsehserie, 4 Folgen)
- 1956: Na, na, Fräulein Mutti (Bundle of Joy)
- 1957: Kein Platz für feine Damen (This Could Be the Night)
- 1958: Matinee Theatre (Matinee Theater, Fernsehserie, 2 Folgen)
- 1958: Links und rechts vom Ehebett (I Married a Woman)
- 1958: Once Upon a Horse… (Once Upon a Horse...)
- 1958: Perry Mason (Fernsehserie, Folge 2x03)
- 1958–1959: The Thin Man (Fernsehserie, 4 Folgen)
- 1958–1959: Mickey Spillane’s Mike Hammer (Fernsehserie, 2 Folgen)
- 1958, 1960: Rauchende Colts (Gunsmoke, Fernsehserie, 2 Folgen)
- 1958, 1961: Alfred Hitchcock präsentiert (Alfred Hitchcock Presents, Fernsehserie, 2 Folgen)
- 1959: Peter Gunn (Fernsehserie, Folge 1x19)
- 1959: State Trooper (Fernsehserie, Folge 3x12)
- 1959: Stunde der Entscheidung (Markham, Fernsehserie, Folge 1x10)
- 1959: Täter unbekannt (The Lineup, Fernsehserie, Folge 6x08)
- 1959–1960: Maverick (Fernsehserie, 2 Folgen)
- 1959–1960: New Orleans, Bourbon Street (Bourbon Street Beat, Fernsehserie, 4 Folgen)
- 1960: Staccato (Johnny Staccato, Fernsehserie, Folge 1x17)
- 1960: Ein Playboy hat’s schwer (The Tab Hunter Show, Fernsehserie, Folge 1x04)
- 1960–1961: Ende gut - alles gut (The Jim Backus Show, Fernsehserie, 39 Folgen)
- 1960, 1962: Die Unbestechlichen (The Untouchables, Fernsehserie, 2 Folgen)
- 1961: Unter heißem Himmel (Follow the Sun, Fernsehserie, Folge 1x01)
- 1962: Immer nur deinetwegen (Who’s Got the Action?)
- 1963: Tausend Meilen Staub (Rawhide, Fernsehserie, Folge 5x27)
- 1963: Der kleine Vagabund (The Littlest Hobo, Fernsehserie, Folge 1x05)
- 1965: Kurven-Lilly (Girl Happy)
- 1965: Ein Appartement für drei (A Very Special Favor)
- 1965: Das Schlafzimmer ist nebenan (That Funny Feeling)
- 1966: Auf der Flucht (The Fugitive, Fernsehserie, Folge 3x18)
- 1966: Die Leute von der Shiloh Ranch (The Virginian, Fernsehserie, Folge 4x23)
- 1966: Daniel Boone (Fernsehserie, Folge 2x24)
- 1966–1971: Ein Käfig voller Helden (Hogan’s Heroes, Fernsehserie, 7 Folgen)
- 1967: FBI (The F.B.I., Fernsehserie, Folge 2x15)
- 1967: The Cool Ones
- 1967: Bonanza (Fernsehserie, Folge 9x13)
- 1967: Der Mann von gestern (The Second Hundred Years, Fernsehserie, Folge 1x16)
- 1967, 1972: Mannix (Fernsehserie, 2 Folgen)
- 1968: Die Monkees (The Monkees, Fernsehserie, Folge 2x17)
- 1969: Under the Yum Yum Tree (Fernsehfilm)
- 1969: Debbie groß in Fahrt (The Debbie Reynolds Show, Fernsehserie, 2 Folgen)
- 1970: Jagd auf den Kinomörder (The Movie Murderer, Fernsehfilm)
- 1971: Wo die Liebe hinfällt (Love American Style, Fernsehserie, Folge 3x03)
- 1971: Alle meine Lieben (The Jimmy Stewart Show, Fernsehserie, Folge 1x13)
- 1971: They Call It Murder (Fernsehfilm)
- 1971: Ein Sheriff in New York (McCloud, Fernsehserie, Folge 2x04)
- 1972: Verliebt in eine Hexe (Bewitched, Fernsehserie, Folge 8x20 Der erste Schultag)
- 1972: Der Weg der Verdammten (Buck and the Preacher)
- 1973: Columbo: Zwei Leben an einem Faden (A Stitch in Crime, Fernsehreihe, Folge 2x06)
- 1973: Here We Go Again (Fernsehserie, 13 Folgen)
- 1973: Die Partridge Familie (The Partridge Family, Fernsehserie, Folge 4x01)
- 1973: Temperatures Rising (New Temperatures Rising, Fernsehserie, Folge 2x07)
- 1973: Mode, Mädchen und Moneten (Needles and Pins, Fernsehserie, Folge 1x07)
- 1973: What Are Best Friends For? (Fernsehfilm)
- 1973–1983: Nachdenkliche Geschichten (Insight, Fernsehserie, 3 Folgen)
- 1974: Detektiv Rockford – Anruf genügt (The Rockford Files, Fernsehserie, eine Folge)
- 1974: Der Nachtjäger (The Night Stalker, Fernsehserie, Folge 1x05)
- 1975: Manchu Eagle Murder Caper Mystery (The Manchu Eagle Murder Caper Mystery)
- 1975: Der Tag der Heuschrecke (The Day of the Locust)
- 1975: Make-up und Pistolen (Police Woman, Fernsehserie, Folge 2x10)
- 1977: All in the Family (Fernsehserie, Folge 7x21)
- 1977: Sex and the Married Woman (Fernsehfilm)
- 1977–1978: Soap – Trautes Heim (Soap, Fernsehserie, 3 Folgen)
- 1978, 1982: CHiPs (Fernsehserie, 2 Folgen)
- 1978–1982: Fantasy Island (Fernsehserie, 3 Folgen)
- 1979: The Sweet Creek County War
- 1979: Hawaii Fünf-Null (Hawaii Five-O, Fernsehserie, Folge 11x16)
- 1979: Supertrain (Fernsehserie, 5 Folgen)
- 1979: Drei Engel für Charlie (Charlie’s Angels, Fernsehserie, Folge 4x10 Die College-Verbindung)
- 1979: Lou Grant (Fernsehserie, Folge 3x10)
- 1980: Crazy Family – Eine total verrückte Familie (Serial)
- 1980: Turnover Smith (Fernsehfilm)
- 1980: Hart auf Hart (Nobody’s Perfect, Fernsehserie, Folge 1x05)
- 1980: Island Claws
- 1980–1984: Trapper John, M.D. (Fernsehserie, 3 Folgen)
- 1981–1991: General Hospital (Fernsehserie, 9 Folgen)
- 1982: Nightshift – Das Leichenhaus flippt völlig aus (Night Shift)
- 1982: Mädchen hinter Gittern (The Concrete Jungle)
- 1983: The Horror Star (Frightmare)
- 1983: Die dritte Liebe (The Other Woman, Fernsehfilm)
- 1983: Das Frauenlager (Chained Heat)
- 1983: Approaching Omega
- 1984: Matt Houston (Fernsehserie, Folge 2x19)
- 1984: Love Boat (The Love Boat, Fernsehserie, Folge 7x23)
- 1984: Remington Steele (Fernsehserie, Folge 2x21)
- 1985: American Eiskrem (Fraternity Vacation)
- 1985: Achtung, Dinosaurier! (Movers & Shakers)
- 1985: Agentin mit Herz (Scarecrow and Mrs. King, Fernsehserie, Folge 2x22)
- 1986: The Check Is in the Mail… (The Check Is in the Mail)
- 1987: Take Two
- 1988: Throb (Fernsehserie, Folge 2x16)
- 1988–1989: Starting from Scratch (Fernsehserie, 22 Folgen)
- 1989: Aufs Kreuz gelegt (Jake Spanner, Private Eye, Fernsehfilm)
- 1990: Chicago Soul (Gabriel’s Fire, Fernsehserie, Folge 1x05)
- 1990: Puppet Master II
- 1990: Diggin’ Up Business
- 1991: Adam 12 (The New Adam-12, Fernsehserie, Folge 1x22)
- 1992: Amityville – Face of Terror (Amityville: It’s About Time)
- 1993: Nachtschicht mit John (The John Larroquette Show, Fernsehserie, Folge 1x13)
- 1994: Harrys Nest (Empty Nest, Fernsehserie, Folge 6x20)
- 1994: Ellen (Fernsehserie, Folge 2x10 Tote Nachbarn lauschen nicht)
- 1995: Pig Sty – Mein wunderbarer Saustall (Pig Sty, Fernsehserie, Folge 1x09)
- 1995: Jack, die Nervensäge (Madman of the People, Fernsehserie, Folge 1x16)
- 1997: New Spider-Man (Spider-Man: The Animated Series, Fernsehserie, 4 Folgen, Sprechrolle)